# HD 147722
HD 147722，又名CD-2912513，SAO 184368、HR 6105，是一颗恒星，视星等为6.63，位于銀經348.72，銀緯13.65，其B1900.0坐标为赤經16h 18m 22.7s，赤緯-29° 13.65′ 7″。